# Dare to Disappoint: Growing up in Turkey
Dare to Disappoint ist ein autobiografischer Comic der türkischen Künstlerin Özge Samanci. Samanci erzählt darin von den Erfahrungen, die sie als Kind und als junge Erwachsene während der 1980er und 1990er Jahre in der politisch instabilen Türkei gemacht hat, die geprägt war von der Spannung zwischen westlichen Werten und muslimischem Fundamentalismus. In diesem Setting trägt Samanci ihren eigenen Konflikt aus, auf der einen Seite ihre künstlerischen Ambitionen zu verwirklichen und trotzdem den Erwartungen ihrer Eltern zu entsprechen, die sich wünschen, dass ihre Tochter Ingenieurin wird.
Dare to Disappoint wurde am 17. November 2015 beim amerikanischen Verlag Farrar, Straus and Giroux in amerikanischer Sprache veröffentlicht und hat einen Umfang von 200 Seiten. Dare to Disappoint ist die erste Graphic Novel von Samanci und lässt sich auch als Coming-of-Age-Geschichte charakterisieren, da Samancis Erfahrungen als Kind und Jugendliche anekdotenhaft erzählt werden.
In dem Comic arbeitet Samanci nicht mit voneinander getrennten Panels, sondern lässt die Bilder ineinanderfließen, ohne dabei die Lenkung des Leserblicks außer Acht zu lassen. Die Geschichte erzählt sie hauptsächlich durch gezeichnete Bilder, benutzt aber auch Fotos von Collagen, die sie aus verschiedenen Materialien anfertigt. Auch bei der sparsamen Kolorierung ihrer Comics ist sie erfinderisch und nutzt neben klassischen Farben wie Wasserfarbe auch Senf oder Kaffee.

## Inhalt
Dare to Disappoint erzählt die Geschichte der kleinen Özge, die davon träumt, Taucherin zu werden. Ihre Eltern wollen jedoch, dass aus ihr und ihrer Schwester Ingenieurinnen werden. In der Türkei gibt es zu der Zeit jedoch Konflikte zwischen Vertretern der Säkularisierung und Fundamentalisten. Özge versucht, in dieser Welt einen Weg für sich zu finden, der nicht nur die Gesellschaft und ihre Eltern zufriedenstellt, sondern auch sie glücklich macht. Das Buch ist in 15 Kapitel eingeteilt, die anekdotenhaft verschiedene Episoden aus Özges Leben schildern.

### 1. The Other Side (Die andere Seite)
Die Erzählung setzt ein, als Özge sechs Jahre alt ist. Ihre Schwester Pelin geht bereits zur Schule und Özge wünscht sich nichts sehnlicher, als ihr dorthin zu folgen. Häufig schickt ihre Mutter sie in den nahen Lebensmittelladen, um Kleinigkeiten zu besorgen, aber eines Tages entscheidet sich Özge dazu, einfach in die Klasse ihrer Schwester zu marschieren, anstatt für ihre Mutter einkaufen zu gehen. Pelins Klassenlehrer, der Kinder sehr gern hat, schickt Özge nicht weg, sondern beginnt Märchen zu erzählen. Und während sie gebannt lauscht, beginnt ihre Mutter sich zu sorgen und macht sich auf die Suche nach ihrer Tochter. Sie findet Özge schließlich gebannt lauschend auf der Schulbank neben ihrer Schwester.

### 2. First-Grade Teacher (Lehrerin der ersten Klasse / Die erste Klassenlehrerin)
Schließlich wird die überglückliche Özge selbst eingeschult und ist sofort in ihre erste Klassenlehrerin Hediye Harikatepe und die neue Schuluniform vernarrt. Özge ist fasziniert davon, dass die Mutter eines Klassenkameraden Künstlerin ist, aber sie kann nicht herausbekommen, um wen es sich handelt, und als sie der angehimmelten Lehrerin ein Küsschen gibt, schockieren sie die kleinen Äderchen auf deren Wange. Doch nichts kann ihr Ansehen trüben und Özge wünscht sich bald selbst die feinen blauen Linien in ihrem Gesicht.

### 3. Atatürk
In der Schule lernt Özge die Geschichte Atatürks. Unter seiner Leitung wurde der Türkische Befreiungskrieg (1919–1923) gegen die Griechen, Italiener, Franzosen, Engländer und Armenier geführt und anschließend die Türkische Republik gegründet. Atatürk führte westliche Kleidung, das lateinische Alphabet und die Nachnamen ein. Jeder Türke musste sich einen Nachnamen ausdenken oder bekam einen von der Regierung zugewiesen. Doch der Name Atatürk (auf Deutsch: Vater der Türken) blieb allein ihm vorbehalten, nicht einmal seine Frau durfte seinen Namen annehmen. Özge versteht auf einmal, warum sein Bild überall zu sehen ist – an öffentlichen Gebäuden, im Lehrerzimmer, auf der ersten Seite der Schulbücher, auf dem Geld, im Fernseher, im Esszimmer der Familie etc. Atatürks militärische Laufbahn schlägt sich auch in Özges schulischer Ausbildung nieder. Die Kinder lernen zu marschieren, stramm zu stehen, die Nationalhymne zu singen und den Schülereid aufzusagen. Doch als Özges Onkel Nihat Kritik an dem „Vater der Türken“ äußert, der bis heute personenkultartige Verehrung erfährt, kann sie ihm das zunächst nicht glauben.

### 4. To die for (zum Sterben)
In diesem Kapitel lernt Özge viel über den Zypernkonflikt von 1974, ihre Mutter erzählt ihr von der herrschenden Verdunklungspflicht zum Schutz gegen Luftangriffe, in der Schule wird regelmäßig ein Theaterstück aufgeführt, das die Vertreibung der Griechen aus Izmir durch Atatürk thematisiert. Es handelt von der Türkin Fatma, die einen Anschlag auf eine Brücke verhindert, die türkische Soldaten überqueren sollen, indem sie den Sprengstoff ins Meer schüttet, doch sie wird gefasst und hingerichtet. Özge fasziniert diese Geschichte und sie bewundert Atatürk. Als ein Junge sie fragt, ob sie für das Staatsoberhaupt sterben würde, wenn dieses noch lebte, fühlt sie sich furchtbar, weil sie ihr Leben nicht für ihn geben möchte, doch Pelin kann sie beruhigen, indem sie ihr ein Lineal schenkt, das mit einer Atatürk-Schablone ausgestattet ist.

### 5. Pink Ruler (Pinkes Lineal)
Özge erzählt von der Zeit der späten 1970er Jahre, während denen ein Bürgerkrieg zwischen Konservativen und Sozialisten herrschte, der 1980 von General Kenan Evren durch einen Militärputsch beendet wurde. Neue Restriktionen wurden eingeführt, man durfte nicht mehr nach 23 Uhr auf der Straße sein, es gab nur noch einen Fernsehkanal, jegliche Art der Opposition wurde unterdrückt, Bücher verboten. Die Polizei durchsuchte ohne rechtliche Legitimation die Häuser verschiedener Leute und wenn sie etwas Verdächtiges fanden, wurden die Bewohner verhaftet und gefoltert und einige sogar hingerichtet. Das jüngste Todesopfer dieser Razzien war der 17-jährige Erdal Eren. Während der Wahlen für die Veränderung der Verfassung 1982, die es General Evren erlaubt hätte, Präsident zu werden, gab es Gerüchte, dass die Umschläge leicht durchsichtig waren und man so erkennen konnte, wofür die Wähler gestimmt hatten.
Als Özge eines Abends mit ihren Eltern ein Fußballspiel schaut, halten plötzlich zwei Oppositionelle ein Banner hoch, das dazu auffordert, gegen die Verfassungsänderung zu stimmen. Sofort wird das Bild einer antiken Vase eingeblendet, das immer dazu diente, Dinge zu verschleiern, die die Regierung verbergen wollte. Özge erzählt in der Klasse von diesem Ereignis und Hediye Harikatepe schlägt daraufhin ohne weitere Erklärungen mit Özges pinkem Lineal jedem Kind auf die Hand.

### 6. Single Channel (Der einzige Kanal)
Während der frühen 1980er Jahre verbot die türkische Regierung den Import ausländischer Güter, um die eigene Wirtschaft zu stärken. Dadurch gab es nur wenig Auswahl. Während Özge und ihre Schwester am Frühstückstisch sitzen, klopft es an der Tür, es ist ein Mann, der geschmuggelte Lebensmittel verkauft und Özges Eltern erstehen eine Schachtel Cornflakes für ihre Kinder. Ausländische Sendungen wurden auf dem einzigen türkischen Fernsehkanal, den es gab, ausgestrahlt, und da nur wenige Sendungen für Kinder gezeigt wurden, schauten alle dasselbe. Die Kinder sahen Popeye und die Erwachsenen Dallas. Vor allem Dallas war so beliebt, dass Özge und Pelin im Musikunterricht lernen, die Titelmelodie auf der Mandoline zu spielen.

### 7. Istanbul
Özge ist vernarrt in ihren Onkel Nihat, der in Istanbul lebt und faszinierende Geschichten über die Stadt erzählt, wenn er zu Besuch ist. Obwohl Özges Vater, der sehr korrekt, das Gegenteil des jungen Mannes ist, fühlt er sich ihm trotzdem verbunden, da beide sehr jung Waise geworden sind. Eines Tages muss Özges Mutter für eine Fortbildung nach Istanbul und ihre beiden Töchter kommen mit dem Vater wenig später nach, um sie zu besuchen. Dort geht sie mit ihrem Vater einkaufen, um die Tauchermaske zu besorgen, die sie sich von ihm gewünscht hat, und schließlich fischen die beiden auch noch gemeinsam. Özge hat sich in die Stadt verliebt und träumt davon, irgendwann selbst dort zu leben.

### 8. Zero (Null)
Ab 1987 führte der türkische Premierminister Turgut Özal wieder die freie Marktwirtschaft ein, dadurch wurden einige Leute sehr reich und andere sehr arm. Auch in Özges Familie werden die finanziellen Mittel knapper, da die staatlichen Angestellten wenig Geld verdienen. Während andere Kinder es sich leisten können, Kleidung ausländischer Marken zu tragen und importierte Poster US-amerikanischer Stars aufzuhängen, tragen Özge und Pelin selbstgenähte Kleidung. Özge ist überglücklich, als ihre Mutter ihr ein Hochglanzbild von 
Captain Cousteau aus einem importierten Schneidermagazin schenkt. Damit Özge und Pelin ein sicheres Einkommen haben, wünscht ihr Vater sich, dass die beiden Ingenieurinnen werden. Pelin nimmt sich diesen Wunsch sehr zu Herzen und beginnt von da an sehr fleißig zu lernen.

### 9. Approval (Anerkennung)
Da sich Özges Eltern keine Privatschule leisten können, müssen sie und Pelin eine öffentliche Schule besuchen. Damit sie jedoch eine renommierte Universität besuchen und Karriere machen können, müssen sie sich für eine bessere Hochschule qualifizieren. Dafür müssen die beiden Wochenend-Kurse besuchen, um ihre Leistungen zu steigern. Doch da diese Kurse kostenpflichtig sind, bedeutet dies eine große finanzielle Belastung für die Eltern. Während Pelin sehr erfolgreich ist und sogar ein Stipendium bekommt, tut Özge sich schwerer. Schließlich wird Pelin an einer der besten wissenschaftlichen Hochschulen angenommen und kommt nur noch am Wochenende nach Hause. Özge, die nicht so erfolgreich ist, nimmt sich ihre Schwester als Vorbild.

### 10. Broken Radio (Kaputtes Radio)
Özge, die mittlerweile 14 Jahre alt ist, schafft es nicht, so erfolgreich zu sein wie ihre Schwester, und wird nicht an derselben Schule angenommen. Als sie eine große Rolle für ein Schultheaterstück bekommt, träumt sie davon, Schauspielerin zu werden, doch jeder, dem sie von diesem Plan erzählt, rät ihr, erst etwas „Richtiges“ zu lernen und die Schauspielerei weiterhin als Hobby zu betreiben. Özge wird an einer weniger renommierten Hochschule in Istanbul angenommen. Obwohl ihr Traum nach Istanbul zu ziehen wahr wird, ist Özge nicht glücklich. Es gibt einige wenige Mädchen an der Schule, die aus nicht praktizierenden muslimischen Familien kommen und sehr viele jungen, die konservativ und sehr gläubig sind. Sie verurteilen Frauen, die eine naturwissenschaftliche Karriere anstreben. Während des Ramadan wacht sie jede Nacht zwischen drei und vier von einem Trommler auf, der die Fastenden zum Frühstück weckt, da sie essen müssen, bevor der Tag beginnt. Özges Zimmermitbewohnerin Merve ist ebenfalls Gläubige, und weil sie in der Schule kein Kopftuch tragen darf, zieht sie sich die Kapuze ihres Pullovers über den Kopf. Die strikte Einteilung der Muslime in Praktizierende und Nicht-Praktizierende erinnert Özge an ihr kaputtes Radio, das entweder ganz leise oder ganz laut ist. Es gibt bei beidem keine Mitte.

### 11. Hunting Ground (Jagdrevier)
Özge sieht die Lehrer für die Polarisierung der Schüler in der Verantwortung, da sie fundamentalistisch-konservative Ideen proklamieren. Der Schuldirektor streitet die Evolution ab und der Religionslehrer rät Frauen, weder die Beine zu überschlagen noch sich die Nägel zu lackieren, weil dies ungesund sei. Ali der Tutor weigert sich den Mädchen Antworten auf ihre Fragen zu geben. Doch es gibt auch Lehrer, die Özge gefallen. Einen davon versucht sie zu überreden, mit ihnen ein Theaterprojekt zu organisieren, doch er hat keine Zeit und so übernimmt ein Kollege dieses Projekt. Es ist einer derjenigen, die Özge gar nicht leiden kann, und natürlich sucht er ein furchtbar konservatives Stück aus, mit dem Özge sich gar nicht identifizieren kann. Als sie unter den Schülern Mitwirkende anwerben soll, warnt sie vorher, dass das ganze Projekt langweilig werden wird, und wird deshalb für einige Tage suspendiert. Nach diesem Ereignis bekommt Özge immer weitere Disziplinarstrafen, bis ihre Eltern ihr anbieten, nach Hause zurückzukehren und ihren Abschluss auf einer normalen Hochschule zu machen. Nach einigem Überlegen entschließt Özge sich, das Angebot ihrer Eltern anzunehmen.

### 12. Potato (Kartoffel)
Während ihres letzten Schuljahres besucht Özge Pelin, die mittlerweile an der Bosporus-Universität in Istanbul studiert. Sie entdeckt eine Welt, die sie vorher noch nie so gesehen hat. Studenten liegen im Gras, knutschen oder machen Musik, und Özge will unbedingt diese Universität besuchen. Also bewirbt Özge sich für jedes mögliche Fach an der Universität und wird schließlich für Mathematik angenommen. Doch ihr Vater ist strikt dagegen, weil er nicht will, dass sie wie ihre Eltern Lehrerin wird und wenig verdient. Doch Özge ist überglücklich, dass sie an derselben Uni ist wie ihre Schwester und zwei ihrer Freunde von der Hochschule, die sie verlassen hatte. Eines Tages erfährt sie, dass Herr Atif, ihr Sportlehrer von der Hochschule, als Terrorist beschuldigt wurde. Er und seine Frau wurden vor den Augen ihres dreijährigen Kindes erschossen. Nach dem türkischen Befreiungskrieg gab es immer wieder bewaffnete Konflikte zwischen Türken und Kurden, letztere forderten mehr Rechte, doch darüber, wie diese aussehen sollten, gab es verschiedene Meinungen. Studenten setzten sich für die Kurden und ihre Rechte ein, weshalb häufig pro-kurdische Poster und Aufkleber an den Wänden der Universität angebracht wurden, die Polizisten wieder entfernten. Als Özge mit ihren Freunden in der Cafeteria sitzt, bleibt ein Polizist vor einem Kumpirplakat stehen, und weil er nicht weiß, dass es sich dabei bloß um eine gebackene Kartoffel handelt, reißt er das Plakat ab. Özge und ihre Freunde lachen und der Polizist fordert sofort ihre Pässe. Wären sie aus östlichen Städten gewesen, von dort, wo es mehr Kurden gibt, hätte er sie verhaften können.

### 13. Sun behind the clouds (Sonne hinter den Wolken)
Nachdem Özge sich über das starke Augen-Make-up einer Freundin lustig gemacht hat, indem sie behauptet, jemand hätte ihr ein blaues Auge verpasst, wird sie am nächsten Tag in einen Busunfall verwickelt und hat anschließend selbst eines. Nun glauben alle anderen, dass sie in eine Schlägerei verwickelt wurde. Zusätzlich ist sie auch durch alle ihre Matheprüfungen gefallen. Zwei Tage nachdem sie endlich ihr blaues Auge losgeworden ist, wird sie im Park überfallen. Zwei Männer versuchen, sie mit Chloroform zu betäuben und zu vergewaltigen, doch jemand nähert sich und sie fliehen. Özge beginnt zu schreien, und einer der Angreifer bringt sie mit einem Schlag aufs Auge zum Schweigen. Durch den Überfall ist Özge auf einmal die Vergänglichkeit ihres Lebens bewusst geworden.

### 14. In between (Dazwischen)
Sich der Kürze ihres Lebens plötzlich sehr bewusst, beginnt Özge über den Sinn ihres Mathematikstudiums nachzudenken. Eigentlich würde sie lieber Schauspiel studieren. Weil sie aber ihre Eltern nicht enttäuschen möchte, entschließt sie sich, beides auf einmal zu machen. Um ihren Eltern nicht zu sehr auf der Tasche zu liegen, gibt sie zusätzlich Nachhilfestunden. Zwischen ihren beiden Leben hin- und hergerissen hat Özge keine Freizeit mehr und scheitert zusätzlich in beiden Studiengängen, während ihre Freunde den Abschluss schaffen. Özge gibt das Schauspielen auf und kann zwei Jahre später mit der Hilfe ihrer Freunde das Mathematikstudium beenden.

### 15. Beginning (Anfang)
Nach ihrem Abschluss lässt Özge ihr Leben Revue passieren und muss sich eingestehen, dass sie als Mathematikerin nicht glücklich werden kann. Nach reiflicher Überlegung nimmt sie endlich das Risiko auf sich, ihren Vater zu enttäuschen, und entschließt sich zu einer Karriere als Zeichnerin.

## Figuren
Folgende wichtige Charaktere sind Teil des Comics:
Özge
Özge ist die Protagonistin der Graphic Novel. Sie erzählt von ihrem Leben zwischen dem 6. und dem 24. Lebensjahr. Während ihr Vater sich wünscht, dass seine Tochter Ingenieurin wird, hat Özge eigentlich ganz andere Ideen für ihre Zukunft: Schauspielerin, Sporttaucherin und das Zeichnen macht ihr auch Spaß. Doch sie will ihren Vater nicht enttäuschen und passt sich zunächst seinen Wünschen an. Doch bei dem Versuch, ihm zu gefallen, stößt sie immer wieder an ihre Grenzen und kann an den Erfolg ihrer Schwester Pelin nicht anknüpfen. Nachdem sie jahrelang auf die Ratschläge und Forderungen anderer gehört hat, beginnt sie schließlich auf ihre eigenen Bedürfnisse zu achten und beschließt, Zeichnerin zu werden.
Pelin
Pelin ist Özges Schwester, sie ist sehr fleißig und ambitioniert. Im Gegensatz zu Özges schafft sie es, den vom Vater ausgemalten Pfad zu beschreiten. Sie besucht eine renommierte Hochschule und studiert Informatik, obwohl sie kaum Interesse an Computern hat. Nach ihrem Abschluss beginnt sie, in einer Bank zu arbeiten, ist aber nicht besonders glücklich mit ihrem Beruf.
Özges Vater
Özges Vater ist in einem Waisenhaus groß geworden und hat dadurch wenig Zuneigung durch Erwachsene erfahren. Es ist sehr streng und stellt große Anforderungen an seine Töchter. Da er als Lehrer nicht gut verdient, wünscht er sich für sie ein besseres Leben. Trotz seiner Härte liebt er seine Kinder und unterstützt sie, so gut er kann
Onkel Nihat
Onkel Nihat ist Özges Vorbild. Er lebt in Istanbul und führt ein recht unkonventionelles Leben. Wenn er seine Schwester in Izmir besucht, bringt er kaum mehr mit als ein paar Bücher und eine Badehose. Er hat Löcher in den Socken und ist ein brillanter Geschichtenerzähler. Er erzählt davon, wie er mit seinen Freunden in einer schäbigen Kellerwohnung lebt und wie sie eines Tages einen Baumstamm von einer Baumstelle gestohlen haben, um mit ihm zu heizen, doch als sie versuchen den Stamm durch ein Fenster in das Zimmer zu schieben, ist dieser zu lang für den Raum, sodass sie nur das eine Ende in den Ofen schieben und warten, bis der Stamm kürzer wird. Obwohl Onkel Nihat genau das Gegenteil von dem durchorganisierten Leben führt, das Özges Vater sich für sie wünscht kann, kann er sich doch für den jüngeren Bruder seiner Schwester erwärmen, da auch dieser im frühen Alter seine Eltern verloren hat.

## Presseschau
“a bright, perceptive bildungsroman with a distinctive setting.” The Kirkus Review, 6. Oktober 2015
“The enterprising Saranci [sic!] even draws a tiny recurring character, a scraggly, childishly drawn bird, into the scene at odd angles to add humor or clarify a fact here and there — a reminder that among her talents is knowing how to make even a harsh story take flight.” New York Times, Maria Russo, 9. Dezember 2015.
“It’s remarkably energetic on the page, and combined with Samanci’s appealing, reflective voice, offers a perfectly satisfying memoir reading experience: not just the story of someone’s life, but the chance to see the world through someone else’s eyes.” The Slate, Dan Kois, 8. Januar 2016
“In the growing body of graphic novel memoirs, this one is a standout.” School Library Journal, Maggi Rohde, Februar 2016
„The shelf may be short, but Dare to Disappoint – a beautifully told tale of a girl struggling against a society stacked against her, only to find her life’s work in the last place she thought to look – takes its place among the best graphic depictions of coming-of-age in the Muslim world.“ The National, David Lepeska, 29. Februar 2016
„The journey she chronicles here – a personal history told through spectacular graphics impossible not to giggle, sniffle, guffaw over (find that snarky bird!) – is poignant and funny, bittersweet and illuminating, entertaining and inspiring. In daring to disappoint, Samanci disappoints none here.“ Smithsonian APA / Book Dragon, Terry Hong, 19. Februar 2016,

## Öffentliche Buchpräsentationen
Das Buch wurde beim Kinder- und Jugendprogramm des 16. Internationalen Literaturfestivals Berlin im September 2016 als internationale Premiere in Anwesenheit der Schriftstellerin vorgestellt.